# Nhà hát Groteska

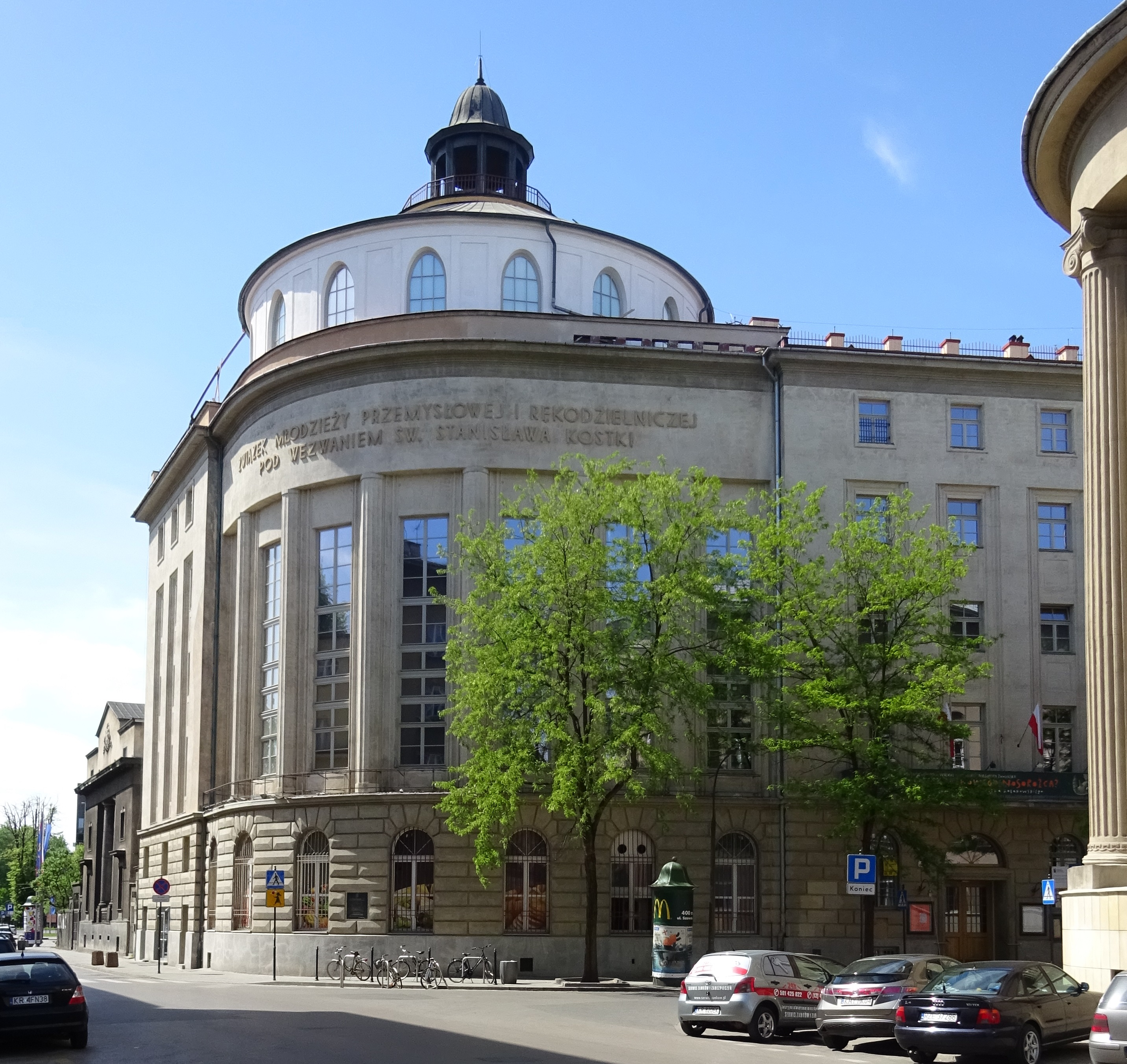
Nhà hát Groteska ở Kraków (2018)

Nhà hát Groteska (tiếng Ba Lan: Teatr Groteska, tên trước đây: Teatr Lalki, Maski i Aktora Groteska) là một trong những sân khấu múa rối lâu đời nhất và nổi tiếng nhất ở Ba Lan, tọa lạc tại số 2 Phố Skarbowa, 31-121 Kraków. Nhà hát được thành lập vào năm 1945 bởi hai nghệ sĩ sân khấu xuất sắc Zofia Jarema và Władysław Jarema. Hiện nay, Nhà hát không chỉ nổi tiếng với các tiết mục múa rối đặc sắc mà còn nổi tiếng với nhiều chương trình nghệ thuật khác nhau dành cho mọi đối tượng khán giả.

## Tiết mục
Các tiết mục của Nhà hát Groteska vô cùng phong phú và hấp dẫn, hướng tới mọi đối tượng: từ khán giả nhỏ tuổi, thanh thiếu niên, người lớn, gia đình ở Kraków cho đến những khán giả là du khách nước ngoài yêu nghệ thuật. Trong đó, Nhà hát nổi tiếng với các buổi biểu diễn dựa trên những tác phẩm văn học kinh điển và đương đại nổi tiếng của Ba Lan và thế giới. Những vở diễn này được nhiều đạo diễn, nhà thiết kế và nhà soạn nhạc nổi tiếng đang làm việc với Nhà hát thực hiện. Hàng năm, Nhà hát Groteska ra mắt khoảng 500 buổi biểu diễn và thu hút gần 100.000 khán giả đón xem.

## Sự kiện
Nhà hát Groteska còn là đơn vị tổ chức nhiều sự kiện văn hóa và chương trình sân khấu quy mô quốc tế được hàng chục nghìn người đón theo dõi, chẳng hạn như: Great Dragon Parade (từ năm 2000 - diễn ra vào tháng 6 hàng năm) và Materia Prima, International Festival Of The Form Theatre (từ năm 2010).